# Анбаш
Анба́ш — озеро на территории Кыштымского городского округа Челябинской области России. Озеро расположено примерно в 1 км к югу от города, неподалёку расположены одноимённые посёлок и станция.

## Общие сведения
Площадь озера — около 250 га. Высота уреза воды — 249,7 м над уровнем моря.
На севере соединяется протокой (каналом) с Кыштымским городским прудом (озеро Плесо), на юге — с озером Малая Акуля. На северном берегу озера — крупный посёлок Каолиновый (пригород Кыштыма), на южном — садовые участки. Вдоль северо-восточного берега озера проходит дорога Аргаяш — Кыштым, вдоль западного — автодорога Кузнецкое — Кыштым и железная дорога Карабаш (станция Пирит) — Кыштым.
Водятся щука, линь, окунь, чебак, лещ, карась. Заросли камыша и заболоченность характерны для северного и западного берегов озера.

## Название
Название вероятно произошло от искажённого тюркского личного имени Акбаш (башк.аҡ+баш — «белая (чистая; благородная) голова») либо от башк.аң+баш — «голова хищника».

## Легенды
С озером связана городская легенда о неизвестном науке существе — Алёшеньке, или Кыштымском карлике. На берегу озера ему установлен памятник.